# Gare de Seysses
La gare de Seysses était une gare ferroviaire française de la ligne de Toulouse-Roguet à Sabarat située sur le territoire de la commune de Seysses, dans le département de la Haute-Garonne, en région Occitanie.
C'était une halte, mise en service en 1905 par la compagnie des chemins de fer du Sud-Ouest et définitivement fermée à tous trafics en 1938. Situé sur une section déclassée et déferrée, le bâtiment est toujours présent et réaffecté pour une utilisation privée.

## Situation ferroviaire
Établie à 167 mètres d'altitude, la gare de Seysses était située au point kilométrique (PK) 16 de la ligne de Toulouse-Roguet à Sabarat, entre la halte de Frouzins et la gare de Muret.

## Histoire
La gare de Seysses est mise en service en 1905 par la compagnie des chemins de fer du Sud-Ouest.
Elle ferme aux voyageurs le 6 mai 1936, puis aux marchandises le 30 avril 1938.

## Service des voyageurs
Gare fermée située sur une section de ligne déclassée.

## Patrimoine ferroviaire
L'ancien bâtiment voyageurs est devenu une habitation privée.